# Transcantàbric

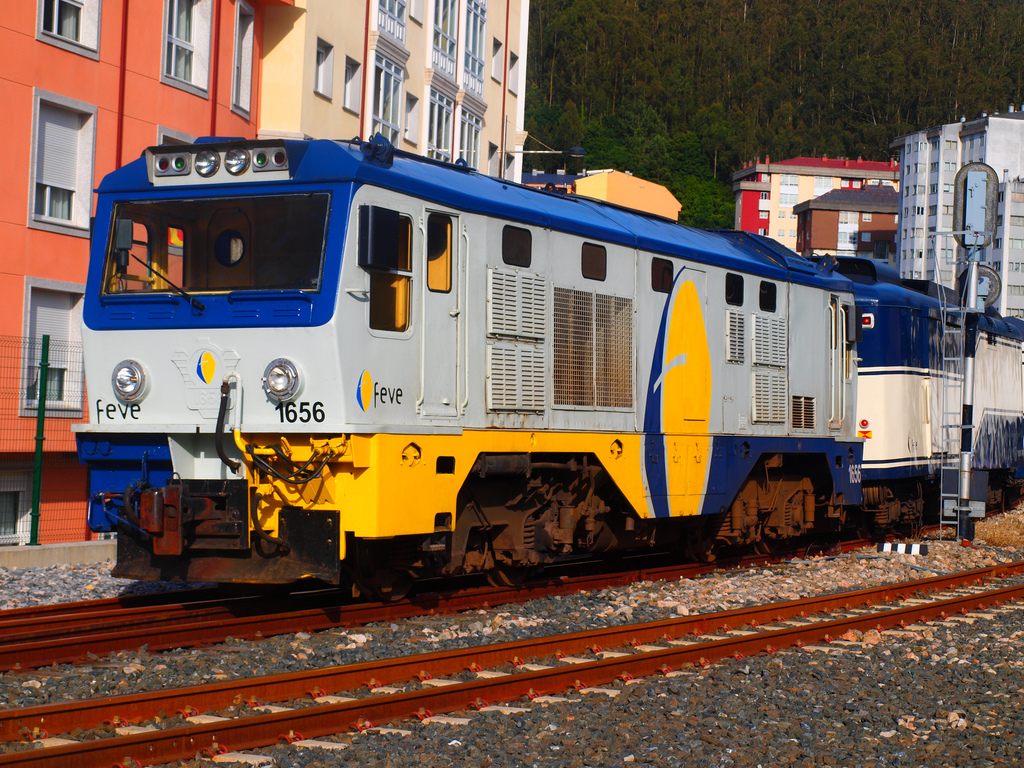
Una locomotora de la Sèrie 1600 de FEVE a Viveiro, com a cap tractor del Transcantàbric.

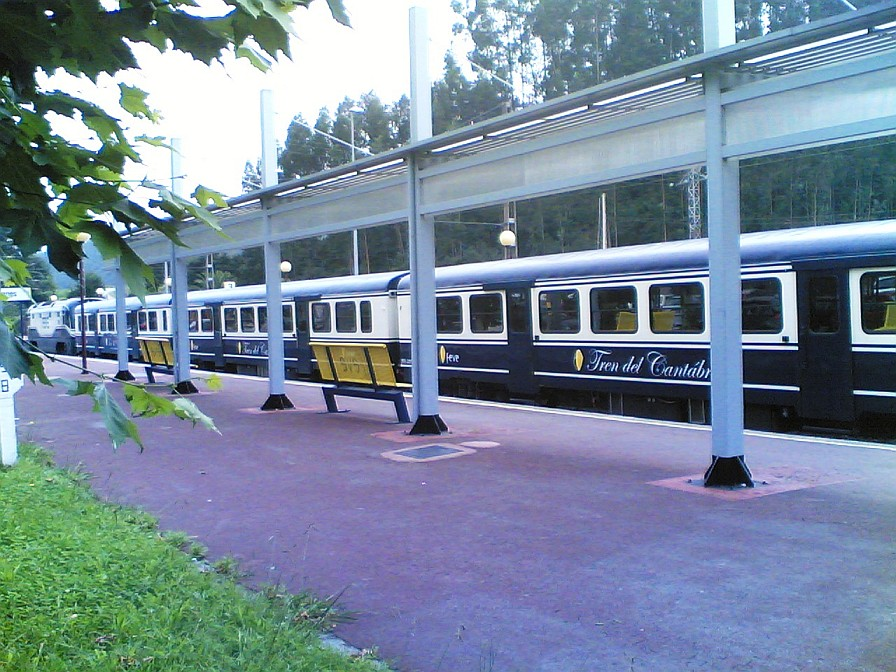
Un tren turístic, de "categoria" inferior al Transcantàbric, a l'estació de Liérganes, a Cantàbria.

El Transcantàbric (en castellà: Transcantábrico) és un tren turístic que recorre la zona del Cantàbric, al nord d'Espanya. Va ser gestionat per l'empresa pública espanyola FEVE des de la seva inauguració l'any 1983, i després de la desaparició d'aquesta el 2012, en l'actualitat és gestionat per Renfe Operadora.

## Història
Amb el Transcantàbric l'empresa FEVE (Ferrocarriles de Vía Estrecha) va crear el primer tren-hotel turístic d'Espanya. La idea original va ser crear un tren turístic, emulant al mític Orient Express, que recorregués les vies de FEVE del nord d'Espanya. La gran peculiaritat d'aquest tren és que, a diferència dels altres trens turístics, circula per vies mètriques, és a dir, amb un ample de via especial que permet que el tren pugui circular per paratges als quals els trens d'ample de via normal no poden accedir.
Inicia la seva marxa el 30 de juliol de 1983 amb un viatge inaugural entre La Robla i Cistierna, a la província de Lleó. La seva composició original era de tres cotxes saló Pullman construïts a Regne Unit el 1923 (pub, bar i saló), 4 cotxes llit de lliteres, un furgó generador i un cotxe de servei per a la tripulació.
Actualment existeixen 2 trens Transcantàbrics, el Transcantàbric Clàssic i el Transcantàbric Gran Luxe, aquest últim és considerat el millor tren turístic del món.

## Trajecte
Els primers anys va realitzar els viatges entre Lleó i Ferrol (passant per Bilbao), fins a la clausura de la línia Lleó - Bilbao (Ferrocarril de la Robla); des de llavors va passar a realitzar el viatge entre Bilbao i Ferrol.
Després de la reobertura de la línia de la Robla l'any 2003, realitza de nou el trajecte igual al primitiu.
En 2009 es van introduir serveis especials des de Sant Sebastià fins a Santiago de Compostel·la i a partir de 2010 es van regularitzar els serveis des de/fins a Sant Sebastià utilitzant per a això les vies de la Xarxa Ferroviària Basca a partir de Basauri.
Des de 2011 existeix també el Transcantàbric Gran Luxe, un nou tren turístic que realitza el recorregut entre Sant Sebastià i Santiago de Compostel·la, mentre que l'anterior tren turístic passa a denominar-se Transcantàbric Clàssic, mantenint el recorregut tradicional entre Lleó i Ferrol (passant per Bilbao).
A més realitzen viatges xàrter, a la mida del client, per a grups i empreses per a incentius, congressos i exposicions.

## Equipaments i serveis
La composició actual del tren és de 4 cotxes salons, 7 cotxes llits, un furgó generador i un furgó de servei per a la tripulació. S'han substituït els originals compartiments de lliteres per cabines suite dotades de llit matrimonial, aire condicionat, telèfon, minibar, armari rober, maleter i lavabo complet amb dutxa amb hidromassatge i sauna.
La composició del tren gran luxe és similar, tret que les habitacions tenen el doble de grandària, per la qual cosa la capacitat del tren és la meitat de passatgers.
La tripulació està dirigit pel cap d'expedició i inclou la guia, el cap de cambrers, cambrers, músic animador, personal de neteja, de seguretat, maquinista, conductor d'autocar i tècnics ferroviaris. La guia acompanya als viatgers en totes les visites i fins i tot als diferents restaurants. A més posa a la disposició dels seus clients el programa detallat de cada dia i la premsa nacional, internacional i local.
La capacitat màxima del tren clàssic és de 54 viatgers i la del tren gran luxe és de 28 viatgers.